# Chenicourt
Chenicourt – miejscowość i gmina we Francji, w regionie Grand Est, w departamencie Meurthe i Mozela.
Według danych na rok 1990 gminę zamieszkiwało 180 osób, a gęstość zaludnienia wynosiła 48 osób/km² (wśród 2335 gmin Lotaryngii Chenicourt plasuje się na 865. miejscu pod względem liczby ludności, natomiast pod względem powierzchni na miejscu 1115.).